# Коршук Михайло Михайлович
Михайло Михайлович Коршук (народився 22 вересня 1969) — радянський і білоруський бадмінтоніст.
Учасник Олімпійських ігор 1996 в одиночному і змішаному парному розрядах. В одиночному розряді у першому раунді поступився Міхаелю Гельберу з Німеччини 0:2. В змішаному парному розряді пара Михайло Коршук/Влада Чернявська у першому раунді поступилась парі Пітер Блекберн/Ронда Кейтор з Австралії 0:2.
Чемпіон Білорусі в одиночному розряді (1992, 1994, 1995, 1996), в парному розряді (1992, 1993, 1994, 1995, 1996), в змішаному парному розряді (1997, 1998, 1999).
Переможець USSR International в змішаному парному розряді (1990). Переможець Bulgarian International в парному розряді (1993). Переможець Russian Open в парному розряді (1993).